# Zimmeriana azumai
Zimmeriana azumai is een zeekommasoort uit de familie van de Gynodiastylidae. De wetenschappelijke naam van de soort is voor het eerst geldig gepubliceerd in 1986 door Gamo.